# سان فرانسيسكو كرونيكل
سان فرانسيسكو كرونيكل (بالإنجليزية: San Francisco Chronicle)‏ هي صحيفة يومية تنشر في مدينة سان فرانسيسكو، تعد واحدة من أهم الصحف في ولاية كاليفورنيا. أنشئت في عام 1865 وكانت وقتها تسمى وقائع الدراما اليومية. تنتمي إلى مؤسسة هيرست، يبلغ تداولها اليومي 512,000 نسخة في أيام الأسبوع 540000 نسخة في يوم الأحد. حازت صحيفة سان فرانسيسكو كرونيكل جائزة بوليتزر أكثر من مرة.

## وصلات خارجية
- سان فرانسيسكو كرونيكل على موقع الموسوعة البريطانية (الإنجليزية)
- سان فرانسيسكو كرونيكل على موقع روتن توميتوز (الإنجليزية)